# Longeville-sur-Mogne
Longeville-sur-Mogne település Franciaországban, Aube megyében. Lakosainak száma 138 fő (2022. január 1.). Longeville-sur-Mogne Jeugny, Lirey, Machy, Maupas, Saint-Jean-de-Bonneval és Villy-le-Bois községekkel határos.

## Népesség
A település népessége az elmúlt években az alábbi módon változott:
| Lakosok száma | 42   | 87   | 106  | 106  | 125  | 149  | 158  | 147  | 141  | 138  |
|               | 1968 | 1982 | 1990 | 2006 | 2013 | 2015 | 2017 | 2019 | 2020 | 2022 |